# Davide (nome)
Davide  è un nome proprio di persona italiano maschile.

## Varianti
- Maschili: David[4], Davidde[2], Davizzo[2]
  - Ipocoristici: Davino[5]
- Femminili: Davida, Davidina

### Varianti in altre lingue
- Arabo: داود (Dawud, Da'wud, Dawood, Daud)[1][3]
- Armeno: Դավիթ (Davit')
- Basco: Dabid
- Catalano: David
- Ceco: David[1][3]
- Cornico: Daveth[1][3]
- Danese: David[1]
- Ebraico: דָּוִד (Dawid, Dawidh, David)[1][6]
- Estone: Taavi
- Finlandese: Taavetti[1][3], Taavi[1][3]
- Francese: David[1][3]
- Gallese: Dafydd[1][3], Dewi[1], Dewey[1]
  - Alterati: Taffy[1]
- Gallese antico: Dewydd[1]
- Georgiano: დავით (Davit)[1]
- Greco biblico: Δαυιδ (Dauid)[1]
- Hawaiiano: Kāwika[1]
- Irlandese: Daibhí, Daithi[3], Dáibhéad, Dáibhead[3]
- Inglese: David[1][6]
  - Ipocoristici: Dave[1][3], Davey[1][3], Davie[1][3], Davy[1][3]
  - Femminili: Davida[1][3], Davidina[3]
  - Ipocoristici femminili: Davina[1][3], Davena[1], Vina[3]
- Latino: David[1][2]
- Lettone: Dāvids[3]
- Lituano: Dovydas[1], Davidas[3]
- Macedone: Давид (David)[1]
- Māori: Rāwiri[1]
- Medio inglese
  - Ipocoristici: Daw[1], Dawe[3][6]
- Norvegese: David[1]
- Olandese: David[1]
- Persiano: داوود (Davud)
- Polacco: Dawid[1][3]
- Portoghese: David[1][3]
- Portoghese brasiliano: Davi[1]
- Rumeno: David[3]
- Russo: Давид (David)[1][3]
- Scozzese: Dàibhidh[1][3], Dàibheid[3], Daividh[1], David[1]
  - Ipocoristici: Davie[1]
- Serbo: Давид (David)[1][3]
- Slovacco: Dávid[1]
- Sloveno: David[1]
- Spagnolo: David[1][3]
- Svedese: David[1]
- Tedesco: David[1][3]
- Turco: Davud
- Ucraino: Давид (Davyd)
- Ungherese: Dávid[1][3]
- Yiddish: Dovid[1]
  - Ipocoristici: Dudel[1]

## Origine e diffusione

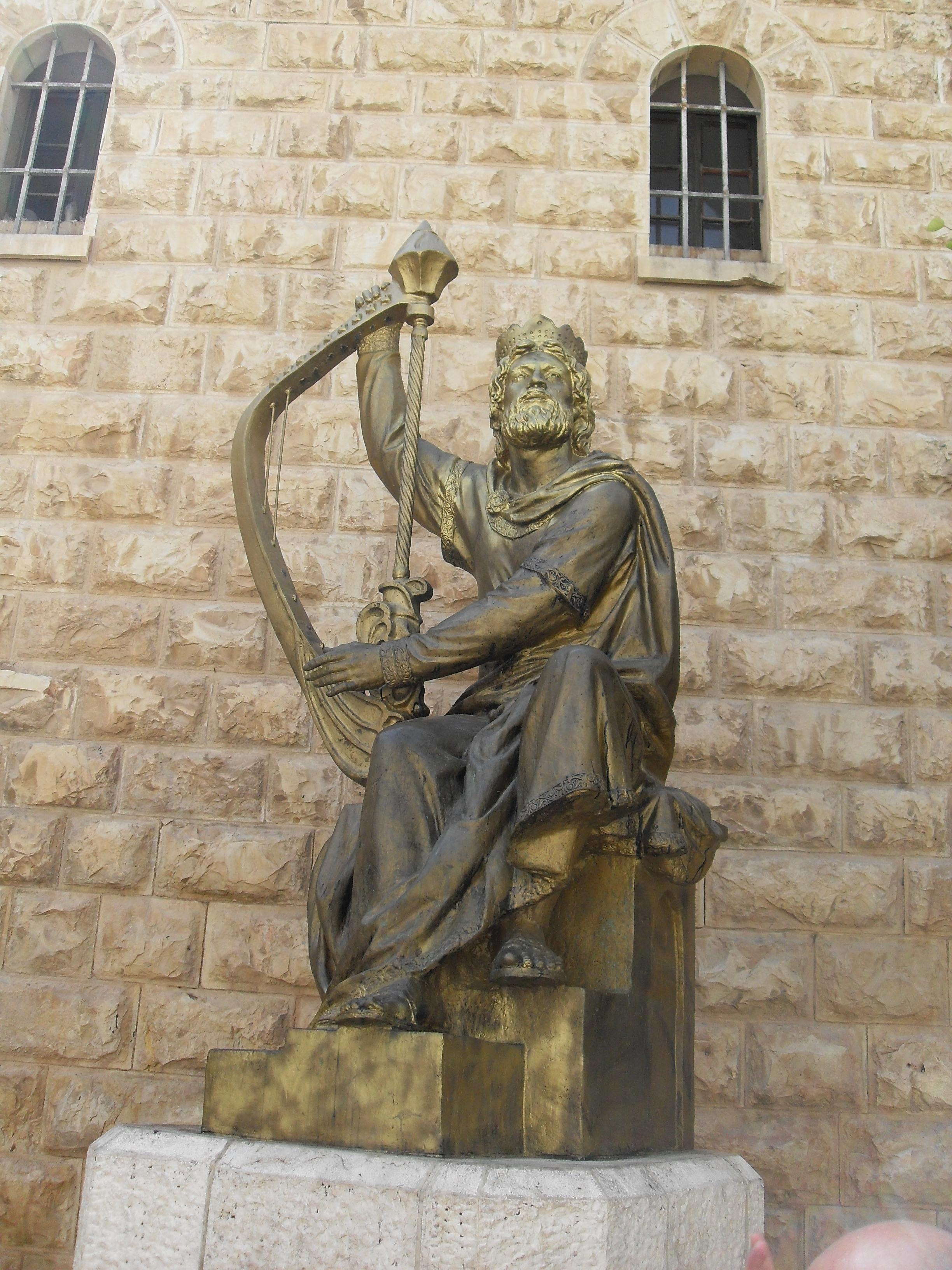
Statua raffigurante Re Davide a Gerusalemme

Il nome Davide deriva dal nome ebraico דָּוִד (Dawid), basato probabilmente sul termine דוד (dwd), letteralmente "amato", "diletto"; ha quindi significato analogo ai nomi Amato, Armas, Agapito, Abibo ed Erasmo.
Nome di tradizione biblica, è portato da Davide, il secondo re d'Israele, protagonista di svariate vicende citate nell'Antico Testamento. Era ben diffuso in Inghilterra e in Scozia nel XII secolo, e da ancora prima in Galles, grazie alla venerazione verso san David, patrono del paese.
In Italia, secondo l'ISTAT, Davide è stato il decimo nome maschile più utilizzato per i nuovi nati nel 2006. È rientrato fra i primi dieci anche negli Stati Uniti, nel periodo fra 1934 e il 1992. Per le varianti, David prevale in Toscana, ma è prevalentemente israelitico o straniero.

## Onomastico
L'onomastico viene festeggiato in genere il 29 dicembre, in ricordo del re Davide; con questo nome si ricordano anche, alle date seguenti:
- 1º gennaio, san Davide III il Restauratore, re di Georgia[11]
- 11 gennaio e 24 maggio, san Davide I di Scozia, re[11]
- 30 gennaio, san David Galvan Bermudez, martire a Guadalajara[11]
- 1º marzo, san David del Galles, o "di Menevia", vescovo e patrono del Galles[11]
- 12 aprile, san David Uribe Velasco, martire a San José (Messico)[11]
- 3 giugno, san Davino armeno, o di Lucca, pellegrino[5]
- 26 giugno, san Davide di Salonicco, eremita[11]
- 12 luglio, beato Davide Gonson (o Gunston), cavaliere di Malta e martire a Southwark[11]
- 15 luglio, san Davide di Svezia, o "di Västerås", monaco cluniacense, vescovo ed evangelizzatore della Svezia[11]
- 28 luglio, beato Davide Carlos, fratello scolopio, martire a Gabasa (Saragozza)[11]
- 15 agosto, san David Roldán Lara, martire a Chalchihuites (Zacatecas)[11]
- 27 agosto, san Davide Enrico Lewis, sacerdote e martire a Usk[11]
- 18 settembre, beato Davide Okelo, catechista, uno dei santi martiri dell'Uganda[11]
- 15 ottobre, san David, martire in Georgia con san Costantino[11]
- 11 dicembre, beato Davide di Himmerod, monaco[11]

## Persone
- Davide I di Scozia, re e santo scozzese
- Davide Frattesi, calciatore italiano
- Davide Garbolino, attore, doppiatore, direttore del doppiaggio e conduttore televisivo italiano
- Davide Mengacci, conduttore televisivo e fotografo italiano
- Davide Perino, attore e doppiatore italiano
- Davide Rebellin, ciclista su strada italiano
- Davide Van de Sfroos, cantautore, chitarrista e scrittore italiano
- Davide Calabria, calciatore italiano

### Variante David

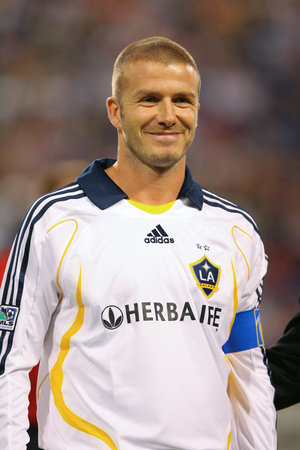
David Beckham

- David Beckham, calciatore britannico
- David Bowie, cantautore, polistrumentista, attore e compositore britannico
- David Cameron, politico britannico
- David Ferrer, tennista spagnolo
- David Fincher, regista, attore e produttore cinematografico statunitense
- David Gahan, cantante britannico
- David Gilmour, cantautore, polistrumentista, compositore e produttore discografico britannico
- David Guetta, disc jockey e produttore discografico francese
- David Howell Evans, chitarrista britannico, meglio conosciuto come "The Edge".
- David Lynch, artista, regista, sceneggiatore, produttore cinematografico, musicista e attore statunitense
- David McCallum, attore e musicista scozzese
- David Sanborn, sassofonista, compositore e produttore discografico statunitense
- David Tennant, attore scozzese
- David Thewlis, attore britannico
- David Wark Griffith, regista, produttore cinematografico e sceneggiatore statunitense
- David Zucker, regista, sceneggiatore e produttore cinematografico statunitense

### Variante Dávid
- Dávid Mohl, calciatore ungherese
- Dávid Škutka, calciatore slovacco

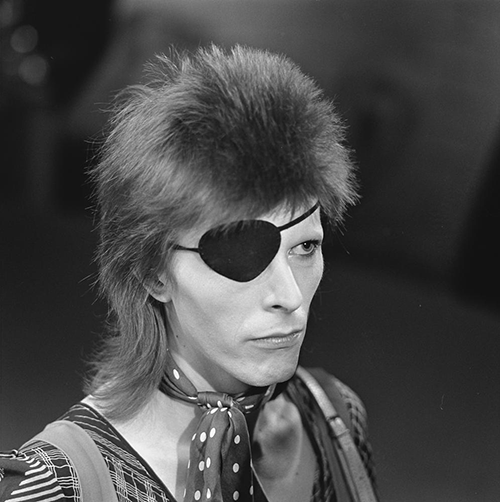
David Bowie

- Dávid Szabó, pallavolista ungherese
- Dávid Verrasztó, nuotatore ungherese

### Variante Dawid
- Dawid Janczyk, calciatore polacco
- Dawid Kucharski, calciatore polacco
- Dawid Nowak, calciatore polacco
- Dawid Pietrzkiewicz, calciatore polacco
- Dawid Przepiórka, scacchista polacco
- Dawid Rubinowicz, scrittore polacco

### Variante Davit
- Davit Chaladze, calciatore georgiano
- Davit Gurgenidze, compositore di scacchi georgiano
- Davit Lomaia, calciatore georgiano
- Davit Mujiri, calciatore georgiano
- Davit Q'ipiani, calciatore e allenatore di calcio sovietico
- Davit Shengelia, scacchista georgiano
- Davit Targamadze, calciatore georgiano
- Davit Zirakašvili, rugbista a 15 georgiano

### Variante Dafydd
- Dafydd ab Owain Gwynedd, re del Gwynedd
- Dafydd ap Gruffydd, principe del Galles
- Dafydd ap Gwilym, poeta gallese
- Dafydd ap Llywelyn, re del Gwynedd
- Dafydd Gam, nobile gallese
- Dafydd James, rugbista a 15 gallese
- Dafydd Jones, rugbista a 15 gallese
- Dafydd Williams, astronauta e medico canadese

### Variante Dave

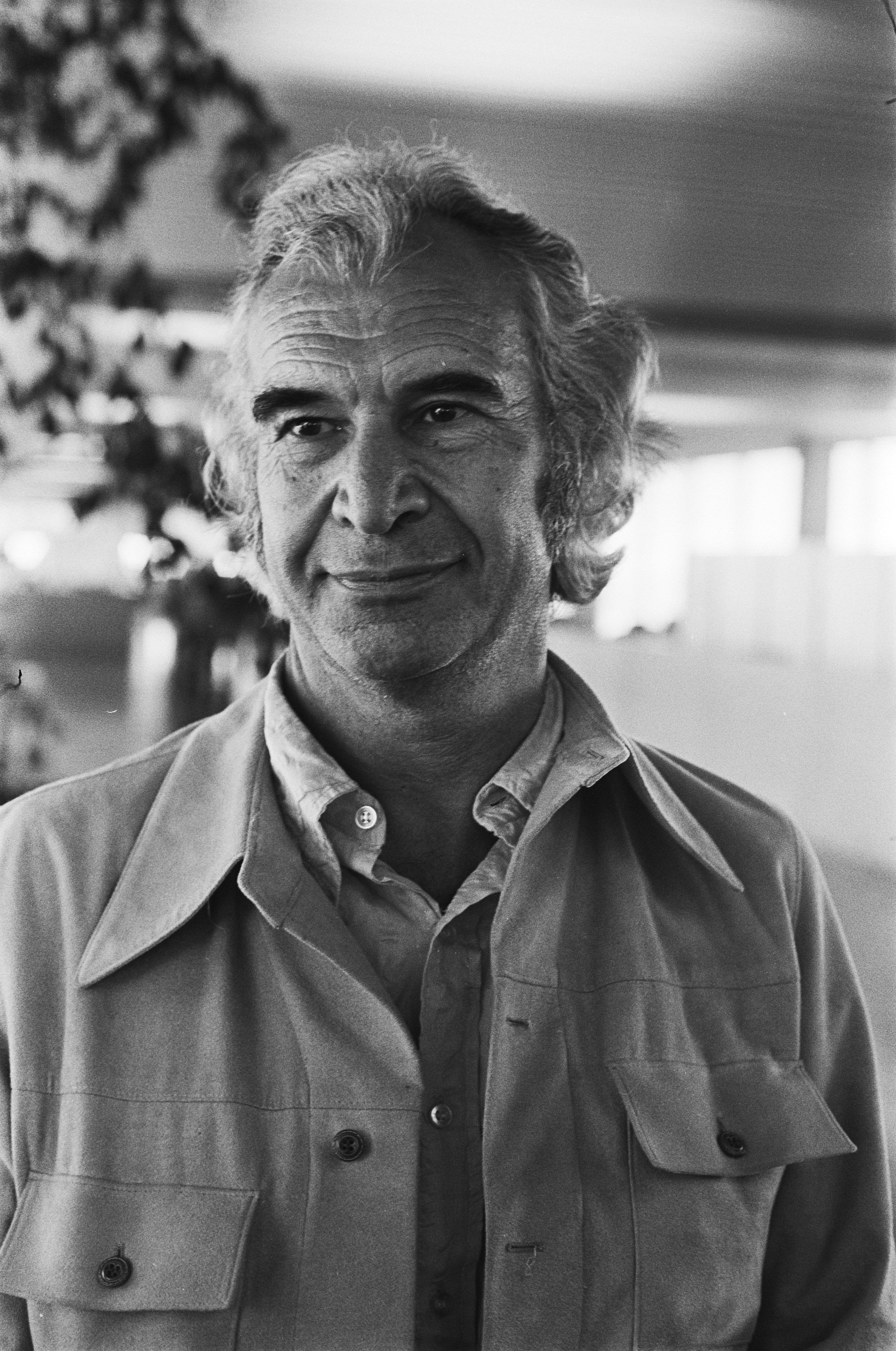
Dave Brubeck

- Dave Brubeck, pianista e compositore statunitense
- Dave Franco, attore statunitense
- Dave Gahan, compositore e cantante britannico
- Dave Grohl, cantautore e polistrumentista statunitense
- Dave Grusin, pianista, compositore e produttore discografico statunitense
- Dave Holland, bassista, compositore e produttore discogratico statunitense
- Dave Koz, sassofonista, compositore e produttore discografico statunitense
- Dave Mustaine, cantante, chitarrista e produttore discografico statunitense
- Dave Weckl, batterista statunitense

### Altre varianti maschili
- Dewi Bebb, rugbista a 15 e giornalista britannico
- Davit' Grigoryan (1982), calciatore armeno
- Davit' Grigoryan (1989), calciatore armeno
- Davit' Manoyan, calciatore armeno
- Dewi Morris, rugbista a 15, giornalista e imprenditore britannico
- Taavi Peetre, atleta estone
- Taavi Rähn, calciatore estone
- Dovydas Redikas, cestista lituano
- Dewey Redman, sassofonista statunitense
- Dewey Tomko, giocatore di poker statunitense
- Taavi Rõivas, primo ministro dell'Estonia

## Il nome nelle arti
- David è un personaggio della serie animata David Gnomo amico mio.
- David Bruce Banner è un personaggio della serie televisiva L'incredibile Hulk.
- David Copperfield è un personaggio dell'omonimo romanzo di Charles Dickens.
- Davide Corsi è un personaggio della serie televisiva Che Dio ci aiuti.
- David Bowman è il personaggio protagonista del film 2001: Odissea nello spazio.
- Dave Speed è il personaggio protagonista del film Poliziotto superpiù interpretato da Terence Hill.
- David Lightman è il personaggio protagonista del film Wargames - Giochi di guerra.
- David è il vero nome di due personaggi della serie di videogiochi Metal Gear: Solid Snake e Major Zero.
- Dave è un personaggio della serie animata Squitto lo scoiattolo
- David è il personaggio protagonista del film A.I. - Intelligenza artificiale
- Dave è un personaggio di A tutto reality.